# Кедрин, Вячеслав Никанорович
Вячеслав Никанорович Кедрин (12 [24] декабря 1870, Санкт-Петербург — 24 мая 1951, Санта-Барбара, США) — русский морской офицер, капитан 1-го ранга, первый начальник Службы связи Черноморского флота России, ученик и сподвижник А. С. Попова. Стоял у истоков внедрения беспроводной телеграфной связи на Черноморском флоте, один из пионеров российской морской авиации.

## Биография
Родился 12 (24) декабря 1870 в Санкт-Петербурге. В 1892 году окончил Санкт-Петербургский императорский университет, математический факультет. В декабре 1892 года поступил вольноопределяющимся юнкером на Черноморский флот. По окончании Минного офицерского класса в сентябре 1898 года был произведён в лейтенанты и направлен для дальнейшего прохождения службы на Черноморский флот. В 1902 году окончил Артиллерийские курсы.
Проходил службу в должностях: командира роты 33-го Флотского экипажа, вахтенного начальника, ревизора и минного офицера на эскадренном броненосце «Синоп», крейсере первого ранга «Очаков», минных крейсерах «Казарский», «Гридень», эсминце «Жаркий», минном транспорте «Дунай», канонерских лодках «Уралец», «Донец»; 2-го флагманского минного офицера штаба командующего практическим отрядом Чёрного моря.
В первые годы внедрения беспроводной телеграфной связи на флоте вёл активную разъяснительную работу: выступал с докладами о состоянии и перспективах этого вида связи в Морском собрании Севастополя. В 1899 и 1901 годах принимал участие во всех опытах, проводимых на Черноморском флоте под руководством А. С. Попова. Сохранились письма Кедрина к Попову:
- 4 апреля 1901 года — об итогах обучения телеграфистов и о прочитанной Кедриным лекции в Морском собрании «Значение телеграфа, успехи заграницей, меры к развитию, постройка станции большой мощности в Крыму»[7];
- 2 ноября 1901 года — вопрос о возможности беспроводной связи между станциями, установленными на вершине Ай-Петри или Чатыр-Даг в Крыму и на одной из вершин Кавказа на расстоянии 360 миль[8];
- 28 мая 1902 — о проведённом Кедриным эксперименте с беспроводной связью и о расхождении результатов с расчётными данными[9];
- 15 января 1903 года — Кедрин благодарит за присланные плакаты для лекции и сообщает о подготовке аппаратуры к летним испытаниям[10][* 3].

Зимой 1901 года проводил опыты по беспроводной связи на судах Русского общества пароходства и торговли (РОПиТ), совершавших рейсы из Севастополя в Константинополь. Опыты заинтересовали Попова, обратившегося в Морской технический комитет (МТК) с ходатайством об откомандировании Кедрина на три недели в Санкт-Петербург и Кронштадт для проведения необходимых консультаций. Отмечая важность этих опытов для оценки предельной дальности связи, Попов просил содействия морского командования в их проведении.
С появлением на флоте станций беспроводной связи, 8 февраля 1902 года Кедрин был назначен «заведующим беспроволочным телеграфированием». Для проведения опытов был образован так называемый «физический кабинет». Личный состав кабинета (Кедрин, В. Г. Энгельман, Г. Войтихов и шесть телеграфистов) производил все монтажные, пуско-наладочные и ремонтные работы на кораблях, собственно опыты, а также нёс круглосуточное дежурство на севастопольской опытной береговой станции беспроводной связи «Сигнальная мачта».
В конце 1902 — начале 1903 года Кедрин привлекался вместе с Поповым в качестве эксперта объединённой комиссии Минного отдела МТК и Учёного отдела Главного морского штаба для выработки «проекта мероприятий для правильной постановки беспроводного телеграфирования во флоте». Летом 1903 года рассматривался как представитель от Морского министерства при формировании делегации от России на Предварительную конференцию по беспроволочной телеграфии в Берлине.
Летом 1904 года назначен в помощь капитану 2-го ранга А. А. Реммерту «для работ по устройству телеграфирования без проводов на судах 2-й эскадры». По итогам поездки в августе 1904 года в Берлин и Вену представил сравнительные характеристики по качеству российской и зарубежной аппаратуры беспроводной связи. Сравнение оказалось не в пользу российской, изготовлением и установкой которой на кораблях и береговых объектах занималась Кронштадтская мастерская.
Осенью 1904 года Кедрин проводил опыты по беспроводной связи на судах РОПиТ Крымско-Кавказской линии, совершавших рейсы между Севастополем и Одессой. Сигналы передавались со станции «Сигнальная мачта». В ноябре была получена дальность связи около 100 миль, в январе 1905 года — 130 миль. Увеличению дальности способствовала замена в аппаратуре Попова — Дюкрете образца 1904 года обычного разрядника многократным, изготовленным в Минной мастерской Севастопольского порта по чертежам Кедрина.
Летом 1905 года участвовал в испытаниях двух комплектов аппаратуры Слаби — Арко, поставленных фирмой «Сименс и Гальске» для кораблей 2-й Тихоокеанской эскадры, осенью назначен в состав комиссии Морского министерства для выработки «положения об искровой телеграфии на флоте». С февраля 1906 года Кедрин — преподаватель «класса беспроволочных телеграфистов» при Севастопольской минной школе, в сентябре 1906 года вошёл в состав российской делегации на Международную радиотелеграфную конференцию в Берлине.
Осенью 1906 года Черноморский флот получил четыре комплекта судовой радиотелеграфной станции «Телефункен» (системы Слаби — Арко) с дальностью действия до 100 миль. Три из них были установлены на кораблях, а четвёртый — на станции «Сигнальная мачта». Радиостанции на кораблях обслуживались минёрами, прошедшими трёхмесячный курс обучения под руководством Кедрина, который также стал временно исполнять обязанности заведующего береговой станцией.
Улучшение материальной базы систем радиосвязи требовало решения организационных вопросов. Из докладной записки Кедрина на имя главного командира Черноморского флота и портов Чёрного моря от 9 января 1907 года:

В настоящее время управление радиотелеграфом совершенно не организовано: нет ни положения, ни ответственных, непосредственно стоящих у дела хозяев. Необходимо иметь на каждом месте лицо, которому поручить дело, ответственность за техническую часть и за подготовленность личного состава.
4 марта 1907 года состоялось Высочайшее назначение лейтенанта Кедрина вторым флагманским минным офицером штаба командующего практическим отрядом судов Чёрного моря. В этот же день было утверждено постановление Совета Государственной обороны, предусматривающее развёртывание системы береговых наблюдательных постов и станций на побережье Балтийского моря и на островах в шхерах Финского и Ботнического заливов «как органов разведывательной Службы флота». Их основным назначением было наблюдение «за действиями неприятеля на море и поддержание связи с берегом наших судов».
Весной 1908 года Кедрин участвовал в работе комиссии по разработке проекта организации наблюдательных постов и проекта организации системы береговых радиостанций на Балтийском и Чёрном морях и на побережье Тихого океана — получил развитие предварительный документ, разработанный в Оперативном отделении штаба Кронштадтского порта капитаном 2-го ранга Н. Н. Апостоли. Развёртывание наблюдательных постов и береговых станций на Чёрном море было поручено Кедрину 5 июня 1908 года. После изучения и осмотра побережья, 21 августа 1908 года он изложил свои соображения в рапорте на имя начальника Морских сил Чёрного моря контр-адмирала И. Ф. Бострема. Предлагалось развернуть: 8 постоянных наблюдательных постов, в том числе 4 — в Крыму, и 8 береговых станций, в том числе 4 — в Крыму. Все посты и станции включались в состав двух районов: Северного — от Одессы до мыса Меганом и Восточного — от Керчи до Батума. К запланированной станции в Севастополе должны были подходить линии проводной телеграфной и телефонной связи от остальных станций и постов. Одновременно Кедрин подал заявку на личный состав и представил смету расходов на проведение строительных и технических работ и закупку необходимого оборудования.
Деятельность Кедрина получила высокую оценку. В приказе морского министра генерал-адъютанта И. М. Дикова (№ 152 от 17 июня 1908 года) отмечалось:

Несмотря на недостаток в людях и средствах, сопряжённых с быстро развивающимся во флоте радиотелеграфным делом, капитан-лейтенант Кедрин с неослабевающей энергией довёл вверенную ему часть до отличного состояния. Он сумел внушить личному составу станций любовь и живой интерес к радиотелеграфной специальности, развил сноровку обходиться малыми средствами и пользоваться радиотелеграфными слуховыми аппаратами в такой мере, что с помощью их нижние чины определяют с достаточным приближением расстояния между взаимно переговаривающимися судами и береговыми станциями.
В феврале — марте 1909 года в инспекционной поездке по побережью Крыма и Кавказа побывал представитель Главного морского штаба капитан 1-го ранга П. В. Римский-Корсаков. В отчёте он сравнил организацию связи на Чёрном и Балтийском морях, указывая, что среди нескольких средств связи, применяемых на Балтике (воздушная проводка, подводный кабель, оптическая сигнализация и т. д.), игнорируется радиотелеграф, который на Чёрном море считают главным средством, а все остальные — вспомогательными. Он отметил:

В то время как на Балтике существует приём радиотелеграмм исключительно на ленту, в Чёрном море все телеграммы всеми радиотелеграфистами всегда принимаются на слух, телефоном, и этот способ настолько там укоренился, что телеграфисты, присылаемые туда из минного класса, в самое короткое время (2—3 недели) переучиваются принимать на слух и в дальнейшем отказываются принимать на ленту, «так, — говорят они, — на слух вернее можно разобрать, кто именно и чем телеграфирует»…

В Чёрном море зарегистрированы переговоры некоторых иностранных станций, определена национальность и определены приближённые места их расположения. При мне получена телеграмма от какой-то новой станции, по-видимому, на турецком языке, что дало повод думать, что радиостанции появились и в Турции, где раньше их не было. Я не слышал, чтобы в Балтике было установлено подобное наблюдение за радиостанциями наших соседей — Германии, Швеции и даже Финляндии.
Морское командование пришло к выводу, что организация радиотелеграфии на Чёрном море поставлена значительно лучше, чем на Балтийском, поэтому летом 1909 года капитан 2-го ранга Кедрин был откомандирован на две недели на Балтику «для ознакомления с организацией радиотелеграфирования и доклада». По результатам поездки он высказал ряд предложений по улучшению организации связи. Все предложения были доложены морскому министру и 3 июля 1909 года рекомендованы к реализации в Морских силах Балтийского моря. В конце 1909 года произошло юридическое оформление Службы связи в русском флоте (приказы по Морскому министерству № 310 и № 311 от 23 ноября 1909 года).
В 1909 году Кедрин вошёл как представитель от Морского министерства в состав смешанной франко-русской комиссии для координации действий правительств и контроля за строительством двух линий радиотелеграфной связи между Францией и Россией. Комиссия работала до 1911 года, от Военного ведомства в её состав входил капитан Д. М. Сокольцов. В 1910 году была установлена радиосвязь: 15 августа — Бобруйск — Париж, а 13 октября — Севастополь — Бизерта.
В феврале 1910 года Кедрин был назначен на должность начальника Службы связи Черноморского флота. Руководимая им комиссия предложила ранжировать радиостанции: установить распределение радиотелеграфных линий по порядку их важности (пять разрядов), а помимо распределения по излучаемой мощности ввести временное и частотное разделение. Предложено также ввести понятия дальней и ближней связи. Такое разделение привело в дальнейшем к организационному оформлению двух основных элементов связи корабельных соединений в море: радиосвязи кораблей с берегом и между кораблями. В октябре 1910 года на доклад морского министра императору об установлении связи между радиостанцией в Севастополе и императорской яхтой «Штандарт», находящейся в Балтийском море, Николай II отметил: «Радуюсь успехам нашей радиотелеграфии на юге, но удивляюсь, что в столице и Кронштадте отстали».
В октябре 1911 года Кедрин окончил Офицерскую школу авиации Отдела воздушного флота.
В 1913 году «за отличие в службе» произведён в капитаны 1-го ранга.
Осенью 1914 года на вооружение российского флота стали поступать радиопеленгаторы конструкции И. И. Ренгартена. Однако географические особенности Крыма затрудняли производить пеленгацию в любой части Чёрного моря. Поэтому подчинённые Кедрина в дополнение к пеленгованию применяли определение местоположения объектов по так называемому способу шунтов, который заключался в одновременном измерении уровня сигнала от объекта на нескольких радиостанциях и получении при этом необходимых для определения местоположения данных с удовлетворительной точностью.
Исследователи отмечают: «Судя по всему, происшедшую в феврале 1917 г. революцию и последовавшие за ней события Кедрин не принял… летом, сославшись на нездоровье, он обратился к командующему Черноморским флотом вице-адмиралу А. В. Колчаку с прошением об освобождении его от должности начальника Службы связи. Не сразу, но его прошение было удовлетворено». В последней записи его послужного списка, датированной 23 сентября 1917 года, сказано, что капитан 1-го ранга Кедрин обязанности по должности сдал и зачислен в резерв чинов флота.
В годы Гражданской войны служил в Белом флоте, в 1919—1920 годах исполнял обязанности начальника Службы связи Тихого океана. После 1920 года выехал в США.
Умер 24 мая 1951 года в Санта-Барбаре.

## Семья
- Первая жена — Елизавета Васильевна Нельсон-Гирст (1878—1951)[1].
  - Дочь — Ираида Вячеславовна (1899—1980)[1].
- Вторая жена (с 1920-х годов) — Мария Михайловна Пельциг (1890—1979)[1].

## Морская авиация
В конце 1900-х годов по инициативе капитана 2-го ранга Кедрина, в подчинении которого находился Черноморский воздухоплавательный парк, и при поддержке главного командира Севастопольского порта вице-адмирала И. Ф. Бострема было получено разрешение на приобретение за границей аэроплана для флота. Согласно предписанию начальника действующего флота Чёрного моря от 8 сентября 1909 года для оформления заказа на изготовление аэроплана во Францию был командирован лейтенант С. Ф. Дорожинский. Ему удалось договориться с фирмой «Антуанет», которая согласилась не только изготовить аэроплан, но и обучить Дорожинского лётному мастерству. В конце июля 1910 года моноплан «Антуанет-4» в разобранном виде был доставлен в Севастополь. Потребовалось время на его сборку и проверку на земле. Первый полёт состоялся 16 (29) сентября 1910 года.
В ноябре 1910 года на Куликовом поле под Севастополем была открыта Офицерская школа авиации Отдела воздушного флота и началась подготовка лётных кадров как для армии, так и для морского флота. Кедрин был назначен председателем совета школы и, будучи председателем Севастопольского аэроклуба, стал временно исполняющим должность начальника школы (это позволило ему изучить проблемы и возможности зарождающейся авиации). Кедрин был и в составе первого набора школы, обучался на «Соммере» у М. Н. Ефимова.
Снежная зима в начале 1911 года подтолкнула Кедрина к идее установить «Соммер» на лыжи. Взлёт был удачным, но посадка из-за сильного бокового ветра закончилась поломкой аэроплана. После этого происшествия в послужном списке Кедрина появилась следующая запись: «В 1911 году 28 января при служебных обязанностях при падении в Севастополе в бытность председателем совета школы авиации воздушного флота получил различные повреждения лица и шеи».
8 апреля 1911 года Кедрин подал рапорт командующему Черноморским флотом с предложением создания в Службе связи авиационного отделения для ведения воздушной разведки вне видимости береговых постов, а также изложил основные положения о команде военно-морских лётчиков с обоснованием необходимого финансирования её содержания. Предложения поддержал морской министр.
В июне 1911 года один из трёх аэропланов «Антуанет», бывших тогда в воздухоплавательном парке, поставили на поплавки, но испытания оказались неудачными из-за недостаточной мощности мотора и большого сопротивления разбегу аэроплана при взлёте. Кедрин и Дорожинский были командированы во Францию, чтобы ознакомиться с состоянием дела полётов с воды за рубежом. Там офицеры заказали для своего парка гидроплан «Вуазен-Канар» — Дорожинский наблюдал за постройкой и учился летать на нём. В октябре 1911 года Кедрин был в числе первых восьми офицеров флота, получивших официальное звание военного лётчика. В марте 1912 года был участником состоявшегося в Москве 2-го Воздухоплавательного съезда.
В 1912 году на Черноморском флоте было организовано первое подразделение морской авиации России — команда военно-морских лётчиков. Кедрин был основным разработчиком первого официального документа российской морской авиации: «Положение о службе авиации в Службе связи» (1914), а в период Первой мировой войны с августа 1914 до марта 1915 года руководил черноморской авиацией.

## Награды
- Турецкий Орден Меджидие 4-й степени (1897)[30]
- Орден Святого Станислава 3-й степени (1901)
- Орден Святой Анны 3-й степени (1906)
- Орден Святого Станислава 2-й степени (1910)
- Орден Святого Владимира 4-й степени (1910)
- Орден Святой Анны 2-й степени (1913) с мечами к нему (1916)
- Французский Орден Почётного легиона
- Медали[30]